# Oxymoron (album)
Oxymoron je třetí studiové album amerického rappera Schoolboy Q. Album bylo nahráno u vydavatelství Top Dawg Entertainment a Interscope Records; a vydáno 25. února 2014. Jedná se o jeho první album u major labelu, předchozí dvě alba vydal nezávisle u vydavatelství Top Dawg Entertainment, a to pouze v digitální podobě.

## O albu
Poté, co se proslavil rapper Kendrick Lamar, který také nahrává u Top Dawg Entertainment (TDE), získal label distribuční smlouvu u Interscope Records. Po úspěchu Lamarova alba Good Kid, M.A.A.D City přišel na řadu Schoolboy Q. Své první major studiové album začal nahrávat v červnu 2012.
V prosinci 2012 potvrdil název alba Oxymoron, který je hříčkou; odkazuje na paradox oxymóronu, ale také na narkotický lék proti bolesti Oxykodon. Schoolboy Q se k názvu vyjádřil takto: „Oxymoron na téhle desce je, že všechno špatné, co dělám, je pro dobro mé dcery. To je proč kradu. O čemkoliv negativním na ní mluvím, je to vždy pro dobrou věc, pro mou dceru“. V roce 2013 prohlásil, že album bude v žánru gangsta rap a bude pojednávat o životě v chudinských čtvrtích Los Angeles. K tomu dodal: „Půjde o drogový příběh dospívání“. V listopadu 2013 sám prohlásil, že je již jedním z posledních skutečných gangsta rapperů.
Na nahrávání alba se podíleli jeho kolegové z labelu TDE Jay Rock, SZA a Kendrick Lamar, dále pak rappeři 2 Chainz, BJ the Chicago Kid, Tyler, The Creator, Kurupt, Raekwon a Suga Free. Hudební produkce se chopili Boi-1da, Clams Casino, DJ Dahi, Frank Dukes, LordQuest, The Maven Boys, Mike Will Made It, Marz, Nez & Rio, Pharrell Williams, Rocket, Sounwave, Swiff D, Tae Beast, THC, Tyler, The Creator, The Alchemist a Willie B.
iTunes verze alba obsahuje oproti standardní i deluxe verzi další dvě písně, a to "Gravy" a "Yay Yay". Verze alba prodávána v USA v síti obchodů Target ještě obsahovala písně "Pusha Man" a "Californication" (ft. ASAP Rocky).

## Singly
V březnu 2013 zveřejnil singl "Yay Yay". V dubnu téhož roku se ukázalo, že šlo pouze o propagační singl. Píseň nakonec skončila pouze jako iTunes bonus na deluxe verzi alba.
V červnu 2013 byla za vedoucí singl vybrána píseň "Collard Greens" (ft. Kendrick Lamar). Píseň se umístila na 92. příčce amerického žebříčku Billboard Hot 100.
V listopadu 2013 byl vydán druhý singl "Man of the Year". Píseň byla poprvé zveřejněna na soundtracku ke hře NBA Live 14 pro platformy PlayStation 4 a Xbox One. Píseň se v USA umístila na 62. příčce.
V lednu 2013 byl vydán třetí singl s názvem "Break the Bank". Píseň byla nahrána na podzim 2012 a je jednou z nejstarších na albu. Singl v hlavním žebříčku nezabodoval, ale umístil se v žánrových žebříčcích.
V dubnu 2014 byl vydán čtvrtý singl, píseň s názvem "Studio" ft. BJ the Chicago Kid. Umístila se na 38. příčce žebříčku Billboard Hot 100, jako nejúspěšnější z alba.

## Po vydání
Album debutovalo na první příčce žebříčku Billboard 200 se 139 000 prodanými kusy za první týden prodeje v USA. Celkem se v USA prodalo 332 000 kusů alba. V únoru 2016 RIAA změnila pravidla udělování certifikací a nově do celkového prodeje započítávala i audio a video streamy. Díky tomu album získalo v červnu 2016 certifikaci platinová deska.

## Seznam skladeb
| Pořadí         | Název                                       | Hudba                         | Délka |
| -------------- | ------------------------------------------- | ----------------------------- | ----- |
| 1.             | "Gangsta"                                   | Nez & Rio, Sounwave (co.)     | 3:51  |
| 2.             | Los Awesome (ft. Jay Rock)                  | Pharrell                      | 4:12  |
| 3.             | Collard Greens (ft. Kendrick Lamar)         | THC, Gwen Bunn (co.)          | 4:59  |
| 4.             | What They Want (ft. 2 Chainz)               | Mike Will Made It, Marz (co.) | 4:27  |
| 5.             | Hoover Street                               | Sounwave                      | 6:36  |
| 6.             | Studio (ft. BJ the Chicago Kid)             | Swiff D                       | 4:38  |
| 7.             | Prescription/Oxymoron                       | Sounwave, Willie B            | 7:09  |
| 8.             | The Purge (ft. Tyler, The Creator a Kurupt) | Tyler, The Creator            | 4:54  |
| 9.             | Blind Threats (ft. Raekwon)                 | LordQuest, Sounwave (co.)     | 4:29  |
| 10.            | Hell of a Night                             | DJ Dahi                       | 4:32  |
| 11.            | Break the Bank                              | The Alchemist                 | 5:54  |
| 12.            | Man of the Year                             | Nez & Rio, Sounwave (co.)     | 3:36  |
| Celková délka: | Celková délka:                              | Celková délka:                | 59:25 |

| Deluxe Edition | Deluxe Edition                   | Deluxe Edition | Deluxe Edition |
| Pořadí         | Název                            | Hudba          | Délka          |
| -------------- | -------------------------------- | -------------- | -------------- |
| 13.            | His & Her Fiend (ft. SZA)        | Rocket         | 2:55           |
| 14.            | Grooveline Pt. 2 (ft. Suga Free) | Tae Beast      | 4:18           |
| 15.            | Fuck LA                          | Nez & Rio      | 3:20           |
| Celková délka: | Celková délka:                   | Celková délka: | 69:58          |

### Samply
- "Prescription/Oxymoron" obsahuje části písně "Undenied" od Portishead.
- "Blind Threats" obsahuje části písně "Las Vegas Tango" od Gary Burton.
- "Break the Bank" obsahuje části písně "Something is Happening" od Man.
- "Man of the Year" obsahuje části písně "Cherry" od Chromatics.

## Mezinárodní žebříčky
| Země                     | Umístění |
| ------------------------ | -------- |
| Belgie                   | 49       |
| Dánsko                   | 23       |
| Francie                  | 123      |
| Irsko                    | 33       |
| Kanada                   | 1        |
| Německo                  | 59       |
| Nizozemsko               | 68       |
| Nový Zéland              | 7        |
| Norsko                   | 28       |
| Švýcarsko                | 24       |
| UK Albums Chart          | 23       |
| US Billboard 200         | 1        |
| US Billboard R&B/Hip-Hop | 1        |
| US Billboard Rap         | 1        |